# サチン・ナグ
サチン・ナグ（Sachin Nag、1920年7月5日-1987年8月19日）は、インドの男子競泳選手、水球選手。ウッタル・プラデーシュ州ワーラーナシー出身。
1951年にニューデリーで開催された第1回アジア競技大会に出場し、100m自由形で金メダルを獲得した。オリンピックでは1948年のロンドンオリンピックに100m自由形と水球競技に出場した。翌大会のヘルシンキオリンピックでも再び水球競技に出場している。